# 베냉 인민혁명당
베냉 인민혁명당(프랑스어: Parti de la Révolution Populaire du Bénin)은 베냉 인민공화국의 사회주의 정당이다. 1975년 11월 30일에 베냉 인민공화국의 대통령인 마티외 케레쿠가 창당했으며, 1990년 4월 30일에 해산되었다. 해산 이후 대부분의 인사들은 진보의 힘 연합에 합류하였다.